# 巴统斯大林博物馆

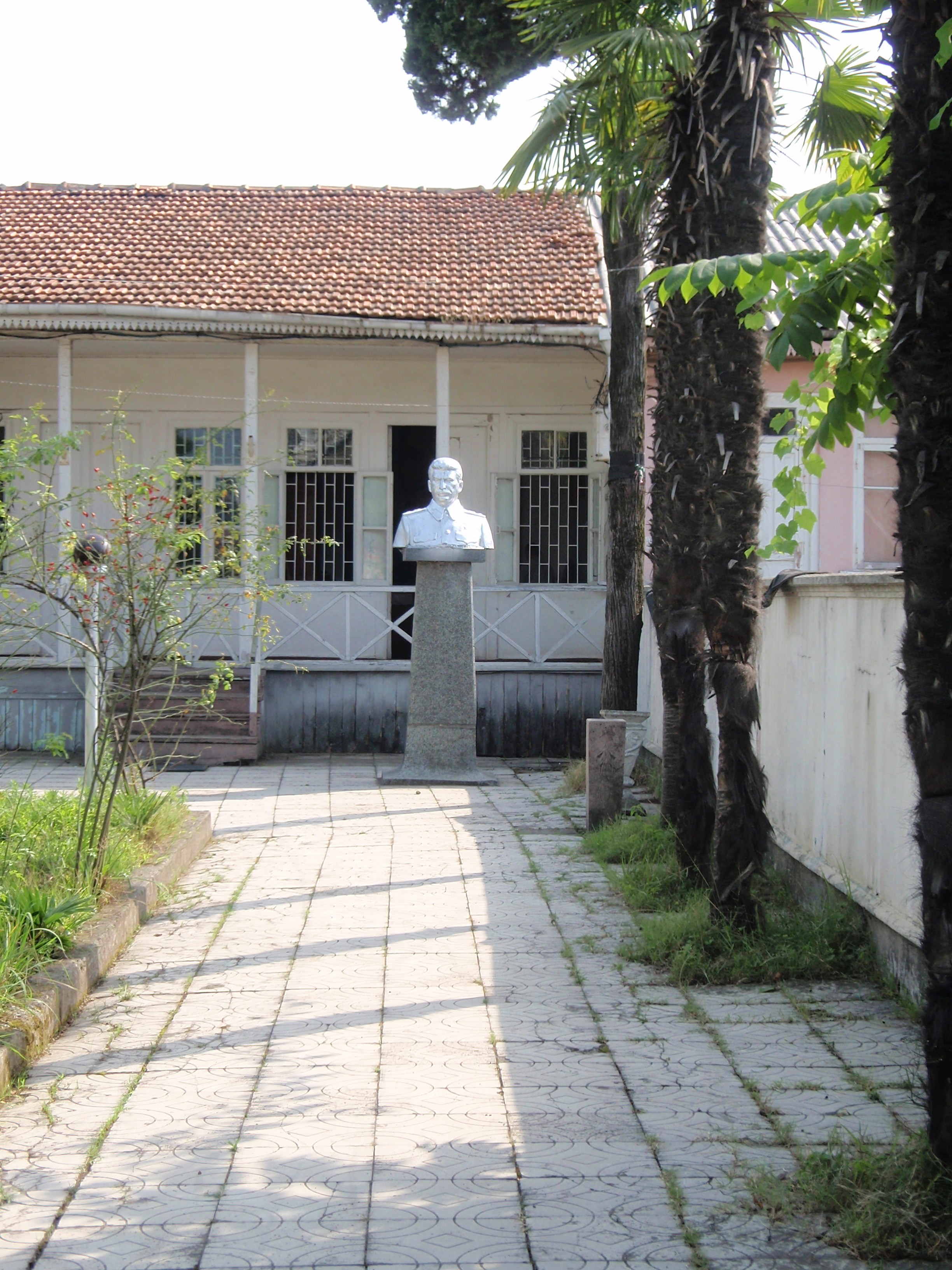
巴統斯大林博物館

巴统斯大林博物馆（英語：Batumi Stalin Museum）坐落于格鲁吉亚的巴统，它为了纪念约瑟夫·斯大林而设置。斯大林是格鲁吉亚人，并在1901-02年间策划、鼓动了巴统炼油厂的工人运动。该博物馆由于参观游客过少，于2013年关闭。